# چارلز کی فلدمن
چارلز کی فلدمن (انگلیسی: Charles K. Feldman؛ ۲۶ آوریل ۱۹۰۴ – ۲۵ مهٔ ۱۹۶۸) تهیه‌کننده اهل ایالات متحده آمریکا بود.

## گزیده فیلم‌شناسی
- مکبث (۱۹۴۸)
- باغ‌وحش شیشه‌ای (۱۹۵۰)
- اتوبوسی به نام هوس (۱۹۵۱)
- خارش هفت‌ساله (۱۹۵۵)
- تازه چه خبر پوسی‌کت؟ (۱۹۶۵)
- گروه (۱۹۶۶)
- کازینو رویال (۱۹۶۷)